# Schallopp-Verteidigung
|   | a | b | c | d | e | f | g | h |   |
| 8 |   |   |   |   |   |   |   |   | 8 |
| 7 |   |   |   |   |   |   |   |   | 7 |
| 6 |   |   |   |   |   |   |   |   | 6 |
| 5 |   |   |   |   |   |   |   |   | 5 |
| 4 |   |   |   |   |   |   |   |   | 4 |
| 3 |   |   |   |   |   |   |   |   | 3 |
| 2 |   |   |   |   |   |   |   |   | 2 |
| 1 |   |   |   |   |   |   |   |   | 1 |
|   | a | b | c | d | e | f | g | h |   |

Die Ausgangsstellung der Schallopp-Verteidigung
Die Schallopp-Verteidigung ist eine Variante des Königsspringergambits, einer Eröffnung im Schachspiel. Sie entsteht nach den Zügen
1. e2–e4 e7–e5
2. f2–f4 e5xf4 (angenommenes Königsgambit)
3. Sg1–f3 Sg8–f6
Sie ist benannt nach Emil Schallopp und wird selten angewandt, gilt jedoch als sehr solide.
4. Sb1–c3 d7–d5 kann in Varianten der modernen Verteidigung (3. … d7–d5) übergehen.
- 5. e4–e5 Sf6–e4 mit einer Stellung die der Wiener Partie ähnelt, nur das hier Schwarz ein Tempo weniger hat, dafür aber einen Mehrbauern.
- 5. exd5 führt meist zur modernen Verteidigung

4. e4–e5 ist der Hauptzug ähnlich wie in der Aljechin-Verteidigung (1. e4 Sf6 2. e5) und greift den Springer an.
- 4. … Dd8–e7?! fesselt den Bauern, sodass Weiß nun nicht den Springer schlagen kann. Weiß kommt jedoch anderweitig in Vorteil. 5. Dd1–e2 bricht die Fesselung und verteidigt den Bauern. Die schwarze Dame kann angegriffen werden mit Sb1–c3–d5.
- 4. … Sf6–g4?! 5. h2–h3 (5. Lf1–c4 und 5. d2–d4 können zum Cunningham-Gambit führen wenn Schwarz mit 5. … Lf8–e7 fortsetzt) 5. … Sg4–h6 (5. … Sg4-xe5? 6. Dd1–e2!)
- 4. … Sf6–e4 ist eine spielbare Variante. Weiß kann fortsetzen mit 5. d2–d3 oder 5. Sb1–c3.
- 4. … Sf6–d5 wie in der Aljechin-Verteidigung.
  - 5. Lf1–c4?! Sd5–b6 6. Lc4–b3 d7–d5 mit mindestens Ausgleich für Schwarz
  - 5. Sb1–c3! Sd5xc3 6. dxc3 Weiß hat nun einen doppelten c-Bauern aber die Läufer haben freies Spiel. Weiß hat gute Entwicklung und Angriffchancen.
- 4. … Sf6–h5
  - 5. d2–d4 d7–d6!
  - 5. Lf1–e2! bereitet die Rochade vor und droht den Abzugsangriff auf den schwarzen Springer.
    - 5. … d7–d5 6. 0–0 Lg4 7. d2–d4
    - 5. … g7–g5!? 6. 0–0
    - 5. … d7–d6 6. 0–0